# IC 4137
IC 4137 је галаксија у сазвјежђу Береникина коса која се налази на листи објеката дубоког неба у Индекс каталогу.
Деклинација објекта је + 22° 44' 26" а ректасцензија 13h 3m 59,2s. Привидна величина (магнитуда) објекта IC 4137 износи 15,7 а фотографска магнитуда 16,7. IC 4137 је још познат и под ознакама Reiz 3196, NPM1G +23.0311, PGC 1675316.